# 让-马丁·沙可

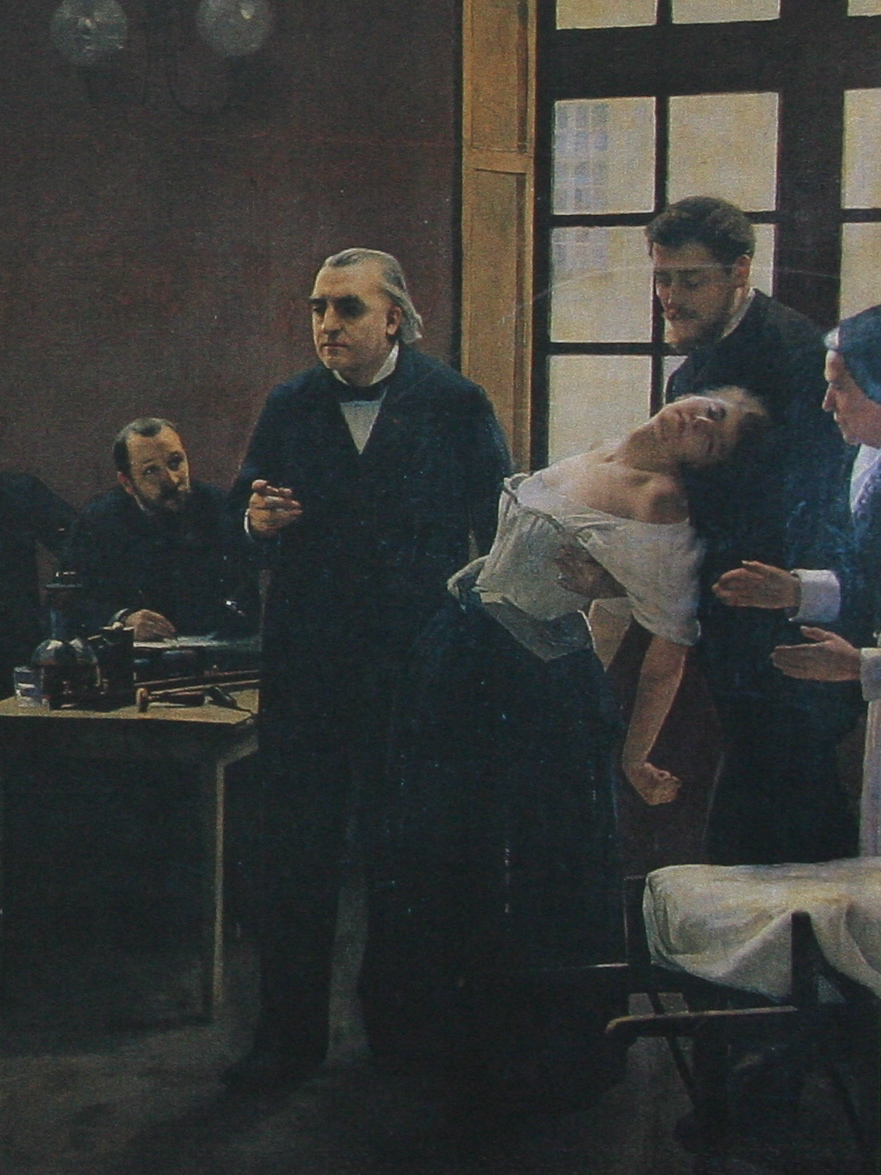
沙尔科教授以放映著称，在萨尔佩特里埃医院上课时，歇斯底里的女病人

让-马丁·沙尔科（法語：Jean-Martin Charcot，1825年11月29日—1893年8月16日），19世紀法国神经学家、解剖病理学教授。他的工作大大推动了神经学和心理学领域的发展。沙尔科被認為是現代神經病學的奠基人，他的名字與至少15個醫學名稱相關，包括被稱為沙尔科病的各種病症。
沙尔科被稱為“法國神經病學之父和世界神經病學先驅之一”。他的工作極大地影響了神經學和心理學的發展領域；現代精神病學很大程度上歸功於沙尔科及其追隨者的工作。他是“19 世紀晚期法國最重要的神經學家”，被稱為“神經症的拿破崙”。

## 生平
1825年11月29日，让-马丁·沙尔科出生在法国巴黎，他在著名的萨尔佩特里埃医院从事医疗和教学工作长达33年。他的名誉来自他遍及全欧洲的学生。1882年，他在萨尔佩特里埃医院建立了神经科门诊，这是第一个神经科门诊。
沙尔科关注神经学。他首先命名并描述了多发性硬化。他还首先发现了夏科氏关节病，一种关节表面恶化导致丧失感觉。他与其他同僚一道首先发现并定义了腓骨肌萎缩征（CMT）。1868年至1881年間，他对帕金森氏症進行詳細的研究，他命名此病，以紀念詹姆斯·帕金森醫師（1817年發表了《关于震颤麻痺的论文》一書，書中首次詳述了帕金森氏症的相關症狀）。

## 学生
他有很多著名的学生，其中有西格蒙德·弗洛伊德。